# Veliki Jelnik
Veliki Jelnik je naselje v Občini Lukovica.